# Effectuation
Effectuation é um modo de pensar que ajuda empreendedores no processo de identificação de oportunidades e criação de novos negócios. Effectuation inclui um conjunto de princípios de tomada de decisão em que empreendedores são observados para empregar em situações de incerteza. Situações de incerteza são situações em que o futuro é imprevisível, metas não são claramente conhecidas e não há ambiente independente que sirva como mecanismo de seleção final.

## Início do Conceito
“Effectuation” é um princípio introduzido por Saras Sarasvathy em 2001 fruto de sua pequisa de doutorado no ano de 1998, conduzida por Saras entre 27 empreendedores experts.  Sarasvathy entrevistou os empreendedores e os deixou resolver casos para ver como eles pensam e de onde eles começam (Chamdo de método de "pensar em voz alta") .Aparentemente 89% dos empreendedores usaram a abordagem “effectuation” mais frequentemente do que o método “causation”.
“Causation” não é o oposto de “effectuation”, Sarasvathy entende que ambas as abordagens podem ser percebidas como complementares, concomitantes, ou ainda, sequenciais ou simultâneas. 
Em grande linhas, enquanto raciocínio “effectual” é mais utilizado em situações de incerteza(negócios inovadores), o raciocíonio “causal” é mais aplicado quando o futuro é previsível(negócios tradicionais). Dentro da perspectiva “causal” empreendedores determinam metas a serem alcançadas e buscam recursos, antecipadamente, para que isso ocorra. Do outro lado temos a perspectiva “effectual”, na qual os empreendedores determinam os objetivos de acordo com os recursos que tem em mãos e criam novas possibilidades através da co-criação com outros.

## Princípios do Effectuation
Existem cinco princípios fundamentais que definem a lógica do Effectuation. Estes são: [1] [3]
O Princípio do Pássaro na Mão. Os empreendedores devem começar com o que eles têm de meios com as seguintes perguntas:
O que se tem em mãos?
- 1. Quem você é?
- 2. Quem você conhece?
- 3. O que tem?

Sua formação, gostos e experiência são exemplos de fatores que são importantes neste estágio. O empreendedor não começa com um determinado objetivo, mas sim com os meios que ele possui.
O Princípio da Perda Tolerável. Um empreendedor não deve se concentrar em possíveis lucros, mas sim nas possíveis perdas que nesse estágio ele pode tolera.
O princípio da Colcha de Retalhos. Os empreendedor devem focar seus esforços em parcerias estratégicas que podem ajudar a ideia se concretizar, sem se preocupar com a concorrência ou mapeamento de mercado.
O princípio da Limonada. Empreendedores avaliam como transformar contingências em oportunidades. Surpresas não são necessariamente vistas como algo ruim, mas como uma chance de encontrar novos mercados.
O princípio do Piloto no Avião. O futuro não pode ser previsto, mas os empreendedores podem controlar alguns dos fatores que determinam o futuro.

## Saiba mais
- Randerson, Kathleen; Fayolle, Alain (2013). "Business emergence". In Carayannis, Elias G. Encyclopedia of Creativity, Invention, Innovation and Entrepreneurship. New York: Springer. pp. 156–159. doi:10.1007/978-1-4614-3858-8_192. ISBN 978-1461438571.
- Sarasvathy, Saras D. (2009). Effectuation: Elements of Entrepreneurial Expertise. Northampton, MA: Edward Elgar Publishing. ISBN 978-1848445727.
- Dos Santos, Ricardo. Essay on Effectuation.
- Entenda o que é Effectuation: matéria veículada no programa de tv Mais Você na TV Globo.